# Sowina (województwo podkarpackie)
Sowina – wieś w Polsce, położona w województwie podkarpackim, w powiecie jasielskim, w gminie Kołaczyce.
W latach 1975–1998 miejscowość położona była w województwie krośnieńskim.

## Nazwa oraz zarys historii
Nazwa powstała we wczesnym średniowieczu i może wywodzić się od jej założyciela, osadnika o imieniu „Sowa”. Toponimia wyodrębnia na przestrzeni dziejów wsi następujące jej nazwy:
- Szowyna[7] (1430)
- Sowyna – w „Liber beneficiorum”[8], Jan Długosz opisał granice wsi, wielkości płaconych podatków z łanów kmiecych oraz wyróżnił podział na przysiółki: Sowina Dolna i Sowina Górna[9],
- Syowyna[10] (1474)
- Osowina[11] (1503)
- Sobyna[12] (1537)
- Szowna[13] (XV w.)
- Sowira[14]
- Sawina[15]

Około X wieku Sowina, jako osada była wymieniona w posiadłościach wsi parafialnej Bieździedzy, jako własność benedyktynów z Tyńca. W 1860 roku powstała szkoła trywialna z inicjatywy ówczesnych właścicieli wsi, Ignacego i Jana Oberlanderów. W 1911 roku, Michał Kopeć (wójt gminy), Wojciech Rozpara (kierownik szkoły powszechnej), Stanisław Jachym (późniejszy pierwszy komendant OSP) oraz Jan Kopeć (żołnierz Armii Hallera) – utworzyli i zarejestrowali w Zwierzchności Gminnej w Sowinie, straż ogniową (straż pożarna). W 2005 roku Zespołowi Szkoły Podstawowej i Gimnazjum, nadano imię Bł. Jana Pawła II. W 2006 roku powstała w Sowinie Parafia Matki Bożej Nieustającej Pomocy w Sowinie należąca do dekanatu brzosteckiego, diecezji rzeszowskiej.
Miejscowość zamieszkiwało małżeństwo Stanisława i Anny Kopeć – w trakcie II wojny światowej dające schronienie rodzinie żydowskiej, odznaczone medalem Sprawiedliwy wśród Narodów Świata.

## Integralne części wsi
| SIMC    | Nazwa        | Rodzaj    |
| ------- | ------------ | --------- |
| 0354175 | Dział        | część wsi |
| 0354181 | Folwark      | część wsi |
| 0354198 | Kozówka      | część wsi |
| 0354206 | Przymiarki   | część wsi |
| 0354212 | Rzym         | część wsi |
| 0354229 | Sowina Dolna | część wsi |
| 0354235 | Sowina Górna | część wsi |

## Położenie
Wieś leży w zlewni Wisłoki (potok Bieździada) na Pogórzu Strzyżowskim (513.63), zajmuje powierzchnię 825 ha (ok. 14% powierzchni gminy). Od północy sąsiaduje z Januszkowicami i Gogołowem (granica przebiega wzdłuż wzniesień o wysokości 355 do 425 m n.p.m.), od zachodu z Kołaczycami i Nawsiem Kołaczyckim (wzniesienia ok. 350 m n.p.m.), od południa z Bieździedzą i Bieździadką (wzniesienia od 380 do 404 m n.p.m.), a od wschodu z Lublicą (wzniesienia ok. 430 m n.p.m.). Ze względu na charakterystyczne elementy, może być uznana za wieś wielodrożnicową – rozproszoną. Przez wieś przebiega droga powiatowa (nr 19168: Bieździadka-Sowina-(granicą powiatu dębickiego)-Januszkowice) oraz dwie drogi gminne. Przez wieś (przysiółki „Rzym” i „Folwark”) przebiega szlak rowerowy (żółty)  wiodący od Bieździedzy do Gogołowa.

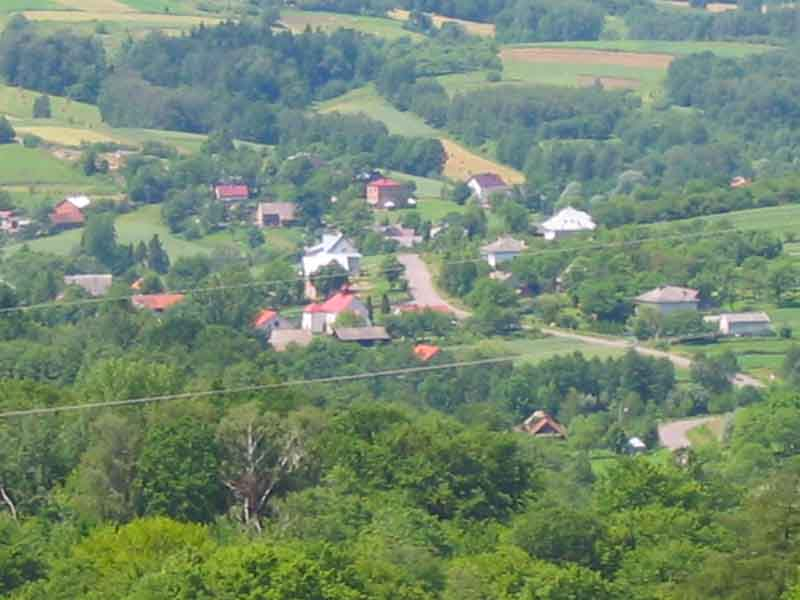
Panorama wsi
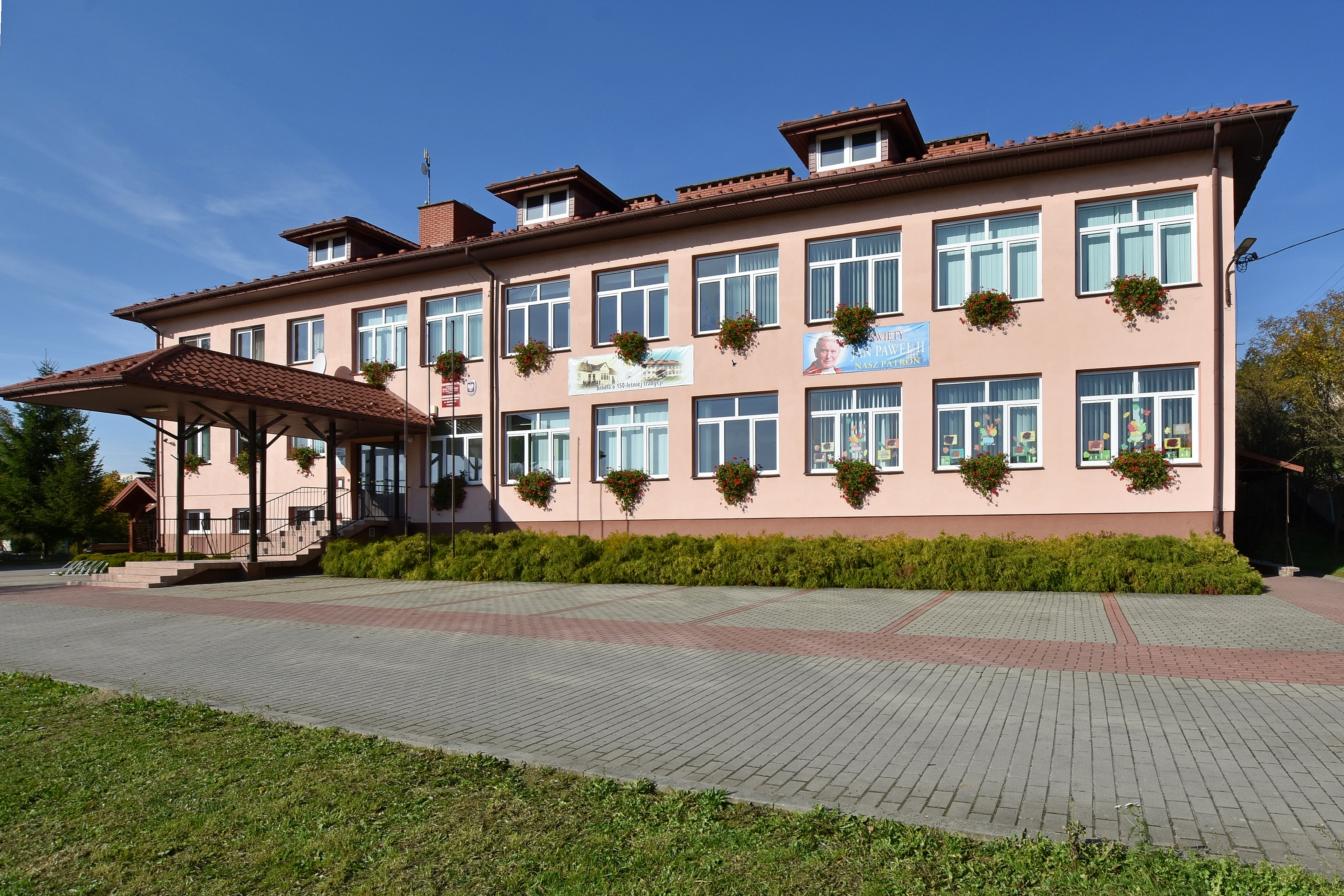
Szkoła
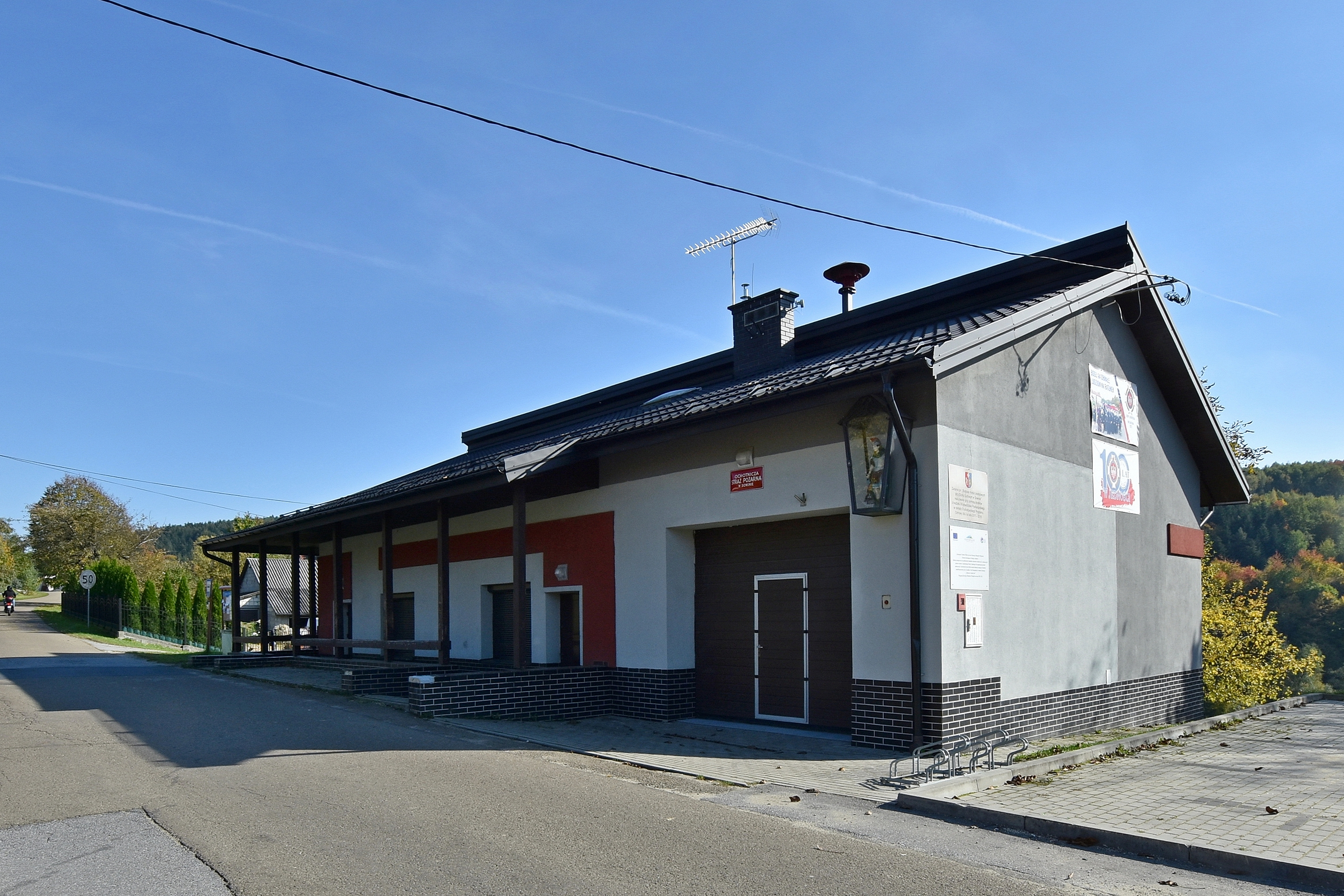
Remiza

## Kultura
Około 1920 roku wybudowano we wsi pierwszy Dom Ludowy (po zniszczeniach II wojny światowej w latach 1950-53 wybudowano drewniany budynek Domu Ludowego na działce Cz. Sienickiej), gdzie zaczęło się rozwijać życie kulturalne. Prowadzono odczyty na tematy: sytuacji w kraju, uprawy roli, prowadzenia pasiek pszczelich, hodowli bydła i trzody oraz członkostwa w spółdzielni spożywców „Społem”. Działał w nim chór wiejski (członkowie OSP i Koła Młodzieży Wiejskiej). Organizowano festyny wiejskie i przedstawienia teatralne np.: Jasełka, Mundur swatem, Ułan i młynareczka, Wesele staropolskie a za uzyskane pieniądze zakupiono m.in. książki do biblioteki szkolnej. Kilkunastu mężczyzn należało do Oddziału Kosynierów z Bieździedzy i stanowili tzw. „straż grobową”. W 1945 roku powstał Klub Rolnika. Reaktywowano amatorski zespół teatralny (20 osób), który przygotował kilka sztuk: Damy i huzary, Śluby panieńskie, Grzech, Niemcy, Ich czworo i Moralność Pani Dulskiej. Przy Klubie Rolnika działało Koło Gospodyń Wiejskich, które organizowało kursy kroju i szycia, wypieku ciast i innych praktycznych zajęć. Koło funkcjonuje obecnie pod nazwą Stowarzyszenie Koło Gospodyń Wiejskich „SOWINIANKI” i wprowadziło do swojego programu kulturalnego m.in. obrzęd „Święta Chleba”. Na terenie wsi znajduje się wiele krzyży przydrożnych i kapliczek (wiele z nich jest umieszczonych na prywatnych posesjach lub frontonach domów mieszkalnych).

### Gwara
Język mieszkańców wsi jest charakterystyczny dla Małopolski, Pogórza i Beskidu Niskiego oraz powiatu jasielskiego. Odznacza się tzw. mazurzeniem, czyli ostrym wymawianiem zgłosek zębowych. Popularnie określa się tego typu mowę jako syczenie. Mówiono c zamiast cz (np. łocy – oczy, tocy – toczy, rocny – roczny, copka -czapka) s zamiast sz (np. mos – masz, kosyk – koszyk, troscyć – troszczyć, toscyć – taszczyć) i rz jak z (np. kuz – kurz). Literę a wymawiano na tym terenie jak o (dla przykładu – pan – pon, mam – mom, raz – ros, kazał – kozoł) lub e (np. daj – dej, graj – grej, oddaj – oddej), om zamiast ą (np. mielom – mielą, noszom – noszą, jedzom – jedzą, robiom – robią), e jako y (np. syr – ser, śtyry – cztery, mymu – memu), ę na końcu słów jako e (np. widze – widzę, ide – idę, szyje – szyję), ej jako y oraz i (np. w naszy wsi – w naszej wsi, u swoi siostry – u swojej siostry). Przed o i u dawano przydech ł (przykłady: łoko – oko, łucho – ucho, łowca – owca, łulubiony – ulubiony), k wymawiali często jak ch (np. chto – kto, chtóry – który, chtoryndy – którędy) lub g (np. Wielganoc – Wielkanoc, wielgi – wielki). Na znacznej części Pogórza opuszczano w wypowiedziach literę ł (przykłady: chaupa – chałupa, zogówek – zagłówek) a t wymawiano jako k (np. kwardy – twardy, krzyźwy – trzeźwy). Mówiąc do starszego człowieka zwracano się do niego w l. mnogiej wy (wiycie, suchejcie, godom wom). Zamiast przyimka przez mówiono bez (bez droge, bez pole, bez miydze).

### Zabytki
- Wojewódzki Oddział Służby Ochrony Zabytków Województwa Podkarpackiego[21] Delegatura w Krośnie, wymienia w ramach AZP  w obszarze 107-071 na terenie Sowiny:
  - Stanowisko nr 1 ("Sowina Górna") – ślad osadniczy (EK)[22]
  - Stanowisko nr 2 ("Sowina Górna") – punkt osadniczy (EK)[23]
  - Stanowisko nr 3  ("Sowina Górna") – ślad osadniczy (EK)[24]
  - Stanowisko nr 4 ("Sowina Górna") – punkt osadniczy (EB)[25]
  - Stanowisko nr 5 ("Kozówka") – ślad osadniczy  (EK)[26]
  - Stanowisko nr 6 ("Folwark") – punkt osadniczy (EK)[27]
  - „dom drew.” nr 150 z lat 1900–1925, którego właścicielem był Stanisław Lechwar[28]
- istnieją we wsi obiekty, które nie posiadają statusu zabytku:
  - kaplica murowana w przysiółku „Rzym” z rzeźbioną w tynku przy zwieńczeniu dachu datą „1872”;
  - drewniany dom w przysiółku „Potok” z rzeźbioną na belce stropowej (tragarz) datą „1879”
  - drewniana kapliczka szafkowa na starej lipie, wykonana przez miejscowego rzeźbiarza Ludwika Grzebieniowskiego (ur. 1900, zm. 1965)[29]

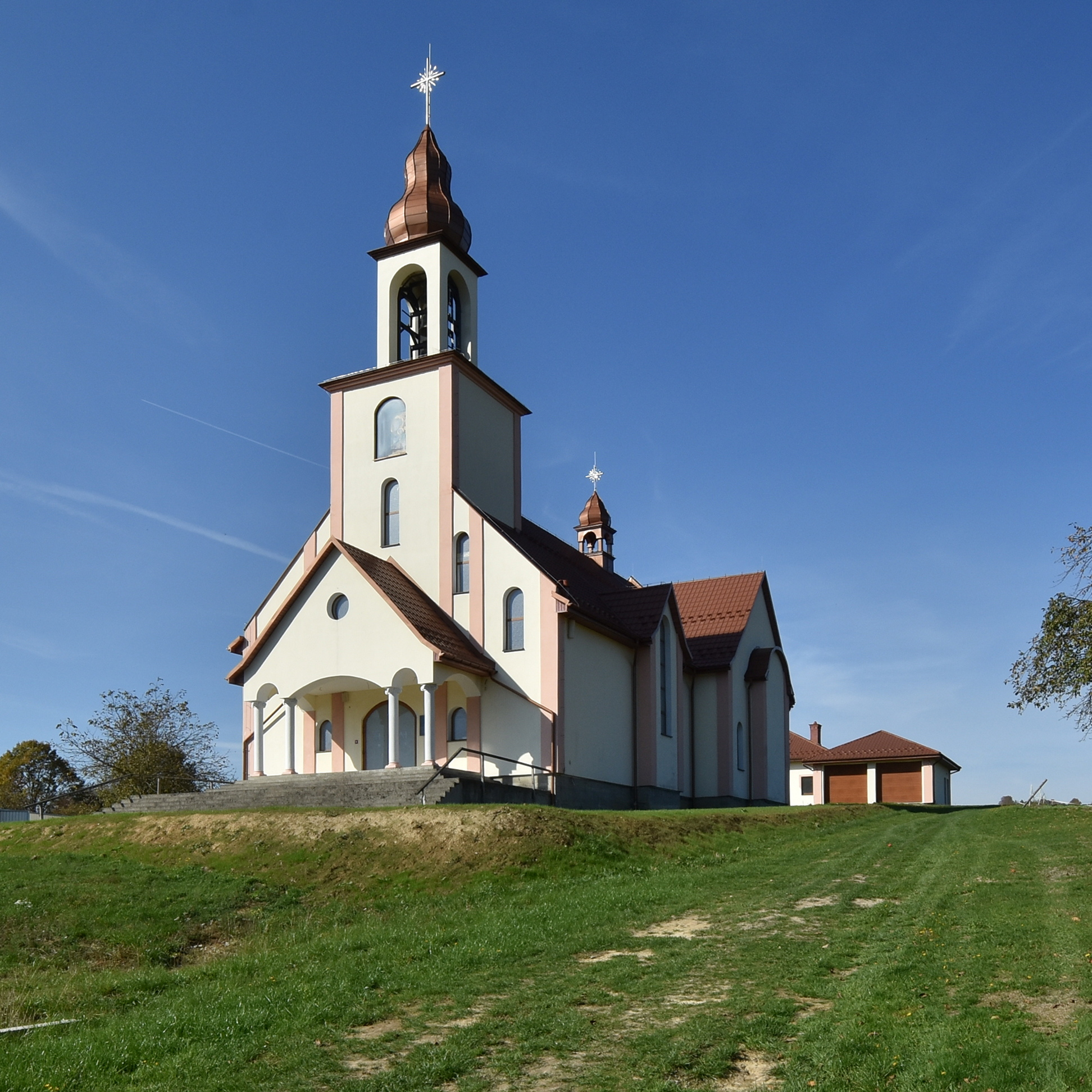
Kościół parafialny
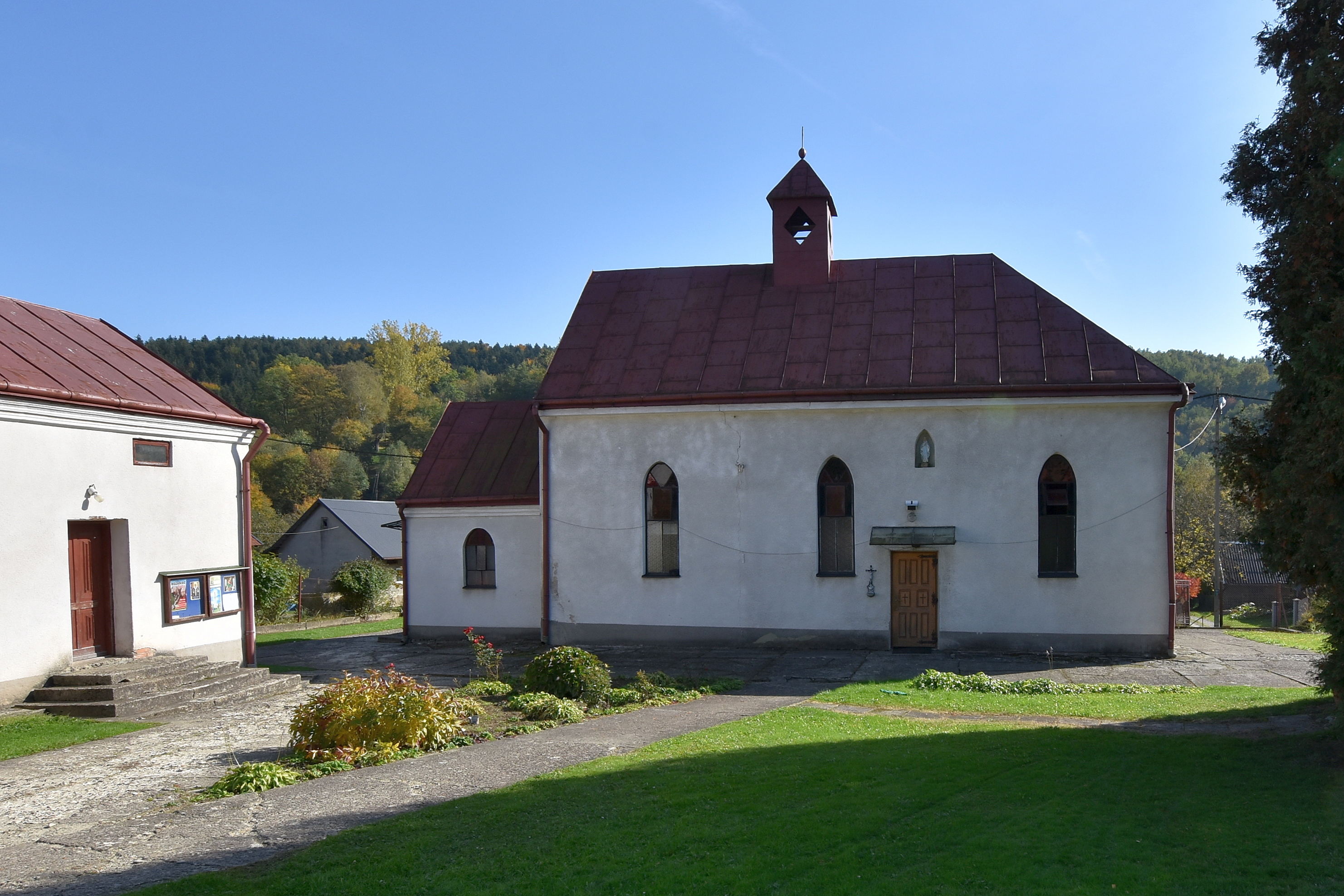
Kaplica
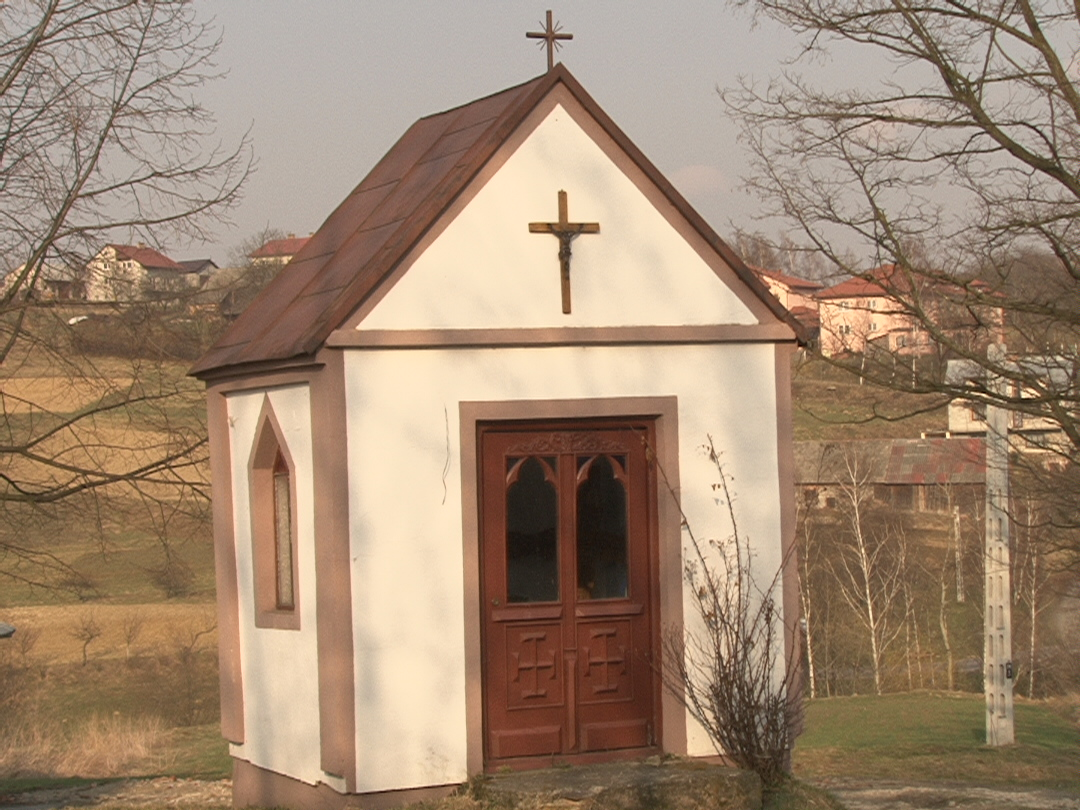
Kapliczka

## Kalendarium
| Średniowiecze |
| --- |
| Do V wieku - ok. V wieku – w rejonie środkowej Wisłoki osiedlili się Lechici (Lachowie), którzy tworzyli osady zorganizowane nazywane od imienia osadnika i jak się przypuszcza mógł nim być osadnik o imieniu Sowa. Wiek XI - ok. 1070 roku – akcja misyjna benedyktynów powoduje wpisanie terenów w rejonie Wisłoki do własności opactwa benedyktynów w Tyńcu Wiek XIV - 1311 – rycerski ród Helwigów herbu Grzymała jest właścicielem wsi Bieździedza (w jej składzie występuje osada Sowina) - 1326 – powołano parafię w Bieżdziedzy (jest wymieniony przysiółek Sowina - 1340 – przez wieś prowadzi królewski trakt z Kleci przez Sowinę i Bieździadkę do Jasła z odnogą na Zamek Golesz (obecnie wieś Krajowice oraz Rezerwat przyrody Golesz) – przygotowany do wyprawy na Ruś Halicką - 1357 – akt lokacyjny Kazimierza Wielkiego dla braci: Krzesława, Erazma i Jana z Czulic; wsi Sowina i Lublica przynależą do Jana. Wiek XV - 1430 – rycerz Imram z Sowiny (Imbram) otrzymał od króla Władysława II Jagiełły na prawach dziedziczenia wójtostwo wiślickie, gdzie był wójtem do 1446 r. - 1445 – Helwig Bieździedzki swoje dobra (w ich składzie Sowina) wynajmuje na dwa lata Piotrowi z Rozembarku (zięć) - 1454 – sołtys Jan Nałęcz herbu Nałęcz sprzedał Sowinę Jakubowi Czeklińskiemu (vel. Cieklińskiemu, zob. Cieklin) za 110 grzywien - 1470 – zięć Helwigów, Stanisław Żarnowiecki herbu Grzymała (zob. Żarnowiec) został właścicielem Sowiny - 1474 – król Kazimierz Jagiellończyk nadał przywilej prawa niemieckiego Jakubowi Siekluckiemu herbu Trzaska właścicielowi wsi Sowina i Sieklówka Wiek XVI - 1512 – po śmierci Jakuba Siekluckiego właścicielem wsi i innych dóbr został Jakub Filipowski - 1518 – koniec panowania rycerskiego rodu Helwigów Bieździedzkich - 1519 – rycerski ród Broniewskich herbu Tarnawa włada okolicznymi wsiami, m.in. Bieździedzą - 1536 – Sowina (Dolna) należy do rodu Kowalewskich właścicieli wsi Kowalowy koło Jasła. Nazwa Sowina jest wymieniona w zapisach jako Sabyna - 1540 – w Bieździedzy wybudowano drewniany budynek szkolny, do którego były posyłane także niektóre dzieci z sowińskich kmiecych rodzin - 1581 – Sowinę (Górną) wykupił Andrzej Krassowski herbu Jastrzębiec (wieś posiadała: 12 kmieci na 4 łanach), 6 chałupników, 7 zagrodników, 3 bezrolnych, 2 rzemieślników, 3 ubogich |

| Czasy nowożytne |
| --- |
| Wiek XVII - 22 lutego 1600 – zapis w „Księgach Ziemskich w Bieczu” mówi, że ród Romerów herbu Jelita jest właścicielem m.in. Sowiny z wyjątkiem roli Leśniówka należącej do księdza - 1600 – po podziale Sowiny na Górną i Dolną nastąpiły dalsze podziały własnościowe i sprzedaże (właściciele zmieniają się przez następne 200 lat) - 1657 – wojska księcia siedmiogrodzkiego Jerzego II Rakoczego niszczą okoliczne miejscowości, w tym zamek Golesz (Krajowice) - 1679 – odnotowano skargę Karola Kraszewskiego właściciela wsi na dzierżawcę Hieronima Białobrzeskiego o „pustoszenie wsi, ucisk poddanych, zabieranie bydła oraz wypędzenie 2 kmieci i sprzedaż jednego zagrodnika” Wiek XVIII - 1772 – Austria zajęła południową część województwa krakowskiego i sandomierskiego i nadała mu nazwę Królestwo Galicji i Lodomerii ze stolicą we Lwowie - styczeń 1774 – wojska króla węgierskiego Macieja Korwina grabią i palą ponad 200 okolicznych miast i wsi - Marzec – do wsi zjeżdża komisja sądu z Pilzna, aby ustalić na miejscu polubownie granice roli Leśniówka, (spór pomiędzy księdzem a Michałem Romerem) - 1787 – Sowina liczy 75 rodzin (430 osób) - 1790 – w Jaśle powstał urząd cyrkularny - 1798 – wójtem gminy Sowina został wybrany Jan Głowacki a Michał Liszka – przysięgłym Wiek XIX - 1835–1845 – coroczne słoty i powodzie oraz zaraza na ziemniaki i bydło, doprowadzają Sowinę i okoliczne wsie do nędzy - 1848 – zniesiono pańszczyznę w wyniku buntu wznieconego przez Jakuba Szelę ze Smarżowej w 1846 roku; dla Sowiny ustalono kwotę za zniesienie pańszczyzny 12 tysięcy 450 złr (złoty reński) - 1860 – powołano do życia szkołę trywialną (jednoklasowa) przy współudziale Jana Oberlandera (gmina opłacała nauczyciela, 200 złr. rocznie, a utrzymanie szkoły spoczywało na dworze), budynek drewniany wystawiono przy moście - 1861 – kolejny właściciel L. Nowakowski ogłosił ofertę sprzedaży wsi za 22 tys. złr - 1863 – po powstaniu styczniowym Sowina należy do powiatu brzosteckiego. Kolejnymi właścicielami wsi są: Jan Oberlander, Leopold Kazimierz Lasocki, Teobald Semilski, Henryk Malinowski - pierwszy w dziejach spis wyborców z gminy Sowina uprawnionych do głosowania w Brzostku (z dnia 18 marca 1863 roku), gdzie wyszczególniono: 60 gospodarzy (kmieci), 12 chałupników (zarobników). Wyborcą mógł być rolnik płacący podatek co najmniej 3 złr 1 kr (krajcar) - 1866 – szkołę parafialną jednoklasową prowadzi Jan Kamiński (nauczyciel) - 1867 – Franciszek Stasiowski został wójtem gminy Sowina (ponadto wybrano dwóch przysięgłych) - 1869 – ustawa szkolna wprowadza na miejsce szkoły trywialnej, szkołę ludową - 1876–1877 – szkołę jednoklasową prowadzi Jerzy Kamiński - 1878 – szkołę jednoklasową prowadzi Antonina Maksymowicz - 1879–1880 – szkołę jednoklasową prowadzi Andrzej Stopiński - 1881 – szkołę jednoklasową prowadzi Antoni Buczkowski - 1882–1886 – szkołę jednoklasową prowadzi Leon Piątkiewicz - 1887 – właściciel wsi Julian Zebniewski sprzedał wieś Wincentemu Wojtynkiewiczowi i Franciszkowi Polakowi, którzy wieś rozparcelowali i sprzedali miejscowym chłopom (mieszkańcy stali się właścicielami prawie całego areału gminy Sowina); sytuacja ta trwa aż do I wojny światowej - 1887–1893 – szkołę jednoklasową prowadzi Marcin Gąsior - 1894–1903 – szkołę jednoklasową prowadzi Karolina Kiełbasa - 1896 – gminna Rada Szkolna w Bieździedzy dla szkół w Bieździedzy, Sowinie i Lublicy (przewodniczący ks. Stanisław Boczar) |

| Czasy współczesne |
| --- |
| Wiek XX - 1902 – mieszkańcy wykupili budynek dworski (murowany) od Wincentego Wojtynkiewicza i przeznaczyli na szkołę; - w Bieździedzy powstała „Spółka Oszczędności i Pożyczek” (przedstawicielem z Sowiny był Jan Stasiowski), w 1924 roku przemianowana na „Kasę Stefczyka” - 1904–1905 – szkołę jednoklasową prowadzi Karol Kostka (Kostek) a od 1905 r. wraz z Marią Śmietanówną - 1906–1909 – szkołę prowadzi Bolesław Wrona oraz Joanna Wrona (nauczycielka) - 1907 – w Bieździedzy wybudowano (do dyspozycji całej parafii)tzw. „ochronkę dla dzieci”, którą prowadziły siostry zakonne - 1910 – szkołę jednoklasową prowadzi Andrzej Musiał a także Władysław Młodecki - 1911–1936 – Wojciech Rozpara został kierownikiem szkoły powszechnej (jest organizatorem „Kółka rolniczego” i innych inicjatyw wiejskich np. (sadownictwo i pszczelarstwo) wraz z Katarzyną Rozpara - 1911 – powołano do życia OSP (wpis do „Zwierzchności Gminnej w Sowinie”) - 1913 – prowadzącym „szkołę 2-klasową” jest Wojciech Rozpara wraz z Katarzyną Rozpara - grudzień 1914 – I wojna światowa-Rosjanie zastrzelili Wojciecha Kopcia, Piotra Liszkę i Stanisława Nowaka (strażacy); nad porządkiem we wsi czuwała tzw. „Wiejska Policja Porządkowa” - 1915 – front rosyjski w Sowinie i w rejonie Turczyna (Bieździedza) - Okres międzywojenny – emigracja wielu mieszkańców Sowiny i okolicznych wsi na zachód „za chlebem” - 1919 – powołanie do życia Posterunku Policji Państwowej w Sowinie (informacja z 1920 o spektakularnym zatrzymaniu groźnych bandytów m.in. przez komendanta tego posterunku, Władysława Barczuka; epidemia grypy (tzw. hiszpanka) - 1924 – powstało Kółko rolnicze, które skupiało 10 członków (rolników) ze wsi - 1936–1939 – Irena Styculanka pełni obowiązki kierownika szkoły - 15 sierpnia 1937 – we wsi Wróblowa ogłoszono powszechny strajk chłopski (2,5 tys. czł. Stronnictwa Ludowego z okolicznych wsi); zaprzestano dostaw towarów rolnych na targi miejskie (m.in. na targ w Jaśle) - 1939–1947 – Józef Słowakiewicz został kierownikiem szkoły - 1 września 1939 – nad wsią przelatuje eskadra niemieckich samolotów, kolejny nalot 4 września - 1940 – niemiecki sztab stacjonuje w szkole (spalono i zniszczono dokumentację szkolną w tym kronikę szkolną za lata 1909–1939) - 1942–1945 – mieszkańcy wsi niebacząc na niebezpieczeństwo niemieckich represji, pomagają ukrywającym się Żydom (m.in. ukrywał się Żyd Jacek Klec, krawiec spod Warszawy) - 16–19 września 1944 – wysiedlono mieszkańców wsi za rzekę Wisłokę (do wsi Brzyska i Bukowa) - 1940 (zima) – kierownik szkoły Józef Słowakiewicz prowadzi wraz z żoną tajne nauczanie, z zakresu szkoły podstawowej. Z ich inicjatywy jest rozpowszechniana przez uczniów prasa podziemna: „Ku Wolności”, „Biuletyn Informacyjny”, „Z Podziemia”, „Trybuna Podkarpacka”) - 1942 – zorganizowano oddział ruchu oporu Armii Krajowej, którego dowódcą był naczelnik-komendant OSP, Adolf Jachym (oddział liczył 15 członków) - 6 stycznia 1945 – powtórnie wysiedlono mieszkańców Sowiny, tym razem w okolice Krakowa. Na terenie przyszkolnego ogrodu Niemcy wykorzystując przymusowo mieszkańców wsi, wykonali okopy) - 1945 – po zakończeniu wojny „władza ludowa” przeprowadziła parcelację dworu w Bieździedzy i okolicznych folwarkach - 1946 – Sowina należy do Gminnej Rady Narodowej (GRN) w Kołaczycach - 1947–1959 – Edward Zimny został kierownikiem szkoły - 1955–1959 – gromada Sowina (Gromadzka Rada Narodowa w Sowinie) z siedzibą w kilku pomieszczeniach Domu Ludowego (Przewodniczącym GRN był Michał Jachym s. Jana) - 1959–1965 – Józef Szot został kierownikiem szkoły (organizuje pierwszy komitet budowy szkoły) - 1965 – zakończono elektryfikację wsi, dzięki wydajnej pracy społecznej gospodarzy - 1973 – zakończono budowę drogi (w tzw. „czynie społecznym”) – otwarto linię autobusową MKS Jasło - 13 marca 1975 – powołanie Komitetu Budowy Szkoły (Wł. Skibinski-przewodniczący, dyrektor szkoły, J. Liszka-sołtys, z-ca przew., J. Skibińska-sekretarz, H. Przywara-Przewodniczący Komitetu Rodzicielskiego oraz ośmiu członków) - zakończono budowę kościoła pw. MBNP, którą przez ponad rok prowadzono skrycie przed represjami tzw. „bezpieki” - 1965–1991 – Władysław Skibiński jest kierownikiem szkoły (współorganizuje budowę nowej szkoły oraz inne wiejskie przedsięwzięcia) - z inicjatywy Józefa Ślisza (prof. z gimnazjum w Kołaczycach) otwarto w Sowinie Uniwersytet powszechny dla dorosłych - 1985 – budynek nowej szkoły uroczyście oddano do użytku - 2 maja 1986 – Emilia Zapór, działaczka społeczna wsi, otrzymała Order Serca – Matki Wsi, przyznany jako „symbol uznania za matczyny trud włożony w wychowanie młodego pokolenia Polaków... - 1991 – Stanisław Rogaczewski jest kierownikiem szkoły (jest współorganizatorem wielu przedsięwzięć z życia kulturalnego w szkole i we wsi) Wiek XXI - 2003 – ambasador Izraela w Polsce Szewach Weiss wręczył Annie Kopeć medal Sprawiedliwy wśród Narodów Świata, jako podziękowanie za ocalenie rodziny żydowskiej podczas okupacji - 2005 – szkole (Zespół Szkoły Podstawowej i Gimnazjum) nadano uroczyście imię „Jana Pawła II” oraz ufundowano sztandar - 2006 – obchody 95-lecia OSP (ufundowano sztandar dla OSP) - Sierpień – powołano do życia parafię pw. Matki Bożej Nieustającej Pomocy (Diecezja Rzeszowska); proboszczem został mianowany ks. Marek Płaziński - 2007 – z inicjatywy proboszcza i parafian rozpoczęto prace projektowe i przygotowawcze do budowy nowego kościoła parafialnego - 2008 – maj -poświęcono plac pod budowę kościoła oraz krzyż na tym placu - wrzesień – podczas wykonywania wykopów pod fundament kościoła budowniczy natrafili na powojenny skład pocisków (270 sztuk, część uzbrojona), które zabrał patrol saperów - listopad – zakończono budowę fundamentów pod kościół - 2009 – marzec – powołano Stowarzyszenie Koło Gospodyń Wiejskich „SOWINIANKI” - 16 sierpnia – festyn zorganizowany przez Radę Parafialną oraz KGW „SOWINIANKI” z udziałem zespołu „Eleni„ - 2010 – marzec – Rada Miejska Kołaczyc uchwaliła „Plan Odnowy Miejscowości Sowina” - 21 kwietnia – posadzono na placu przyszkolnym „Dąb Pamięci” dla uhonorowania zamordowanego przez NKWD strzałem w tył głowy w Charkowie w 1940, podpułkownika Andrzeja Józefa MIKI, ur. 14 września 1898 w Kołaczycach - Kwiecień – ciąg dalszy budowy kościoła (budowa ścian oraz innych elementów obiektu) - Czerwiec – powiat jasielski nawiedziły gwałtowne ulewy, które spowodowały w Jaśle i szeregu miejscowościach wylewy rzek: Wisłoki, Ropy i Jasiołki - Sierpień – festyn zorganizowany przez Radę Parafialną z udziałem zespołu „Czerwone Gitary” - Wrzesień – Elżbieta Matyjasz została sołtysem na kolejną kadencję (4 lata); wybrano Radę sołecką - 2011 – kwiecień – Na dzwonnicy budowanego kościoła zawieszono trzy dzwony poświęcone: Patronce parafii – MBNP; Bł. Janowi Pawłowi II i ks. Jerzemu Popiełuszce - Utworzono Stowarzyszenie „Nasza Szkoła – Wspólne Dobro”, które od 1 września 2011 r. przejęło prowadzenie Zespołu Szkół im. Jana Pawła II w Sowinie - Czerwiec – obchody 150-lecia (1860-2010) istnienia szkoły - Sierpień – obchody 100-lecia (1911-2011) istnienia OSP - sierpień 2012 – zakończono prace tynkarskie przy elewacji budynku kościoła - czerwiec 2013 – wydano książkę „Sowina podkarpacka. Zarys dziejów” - 16 listopad 2014 – w wyborach samorządowych mieszkańcy wsi wybrali radnych, swoich nowych przedstawicieli w Radzie Gminy Kołaczyce: Stanisław Rogaczewski (dyrektor Zespołu Szkół Społecznych) i Artur Garstka (miejscowy handlowiec) - grudzień 2014 – oddano do użytku (po remoncie) budynek Domu Ludowego wraz z remizą OSP - 2015 – czerwiec-październik – kontynuacja prac przy budowie kościoła: budowa instalacji elektrycznej oraz montaż wykonanej przez firmę „Partner” z Limanowej stolarki okiennej oraz drzwi głównych - 2016 – na komendanta OSP powołany został Marek Stasiowski, s. Jana i Jadwigi zd. Wilisowska - 18 września – ordynariusz diecezji rzeszowskiej, bp Jan Wątroba dokonał aktu wmurowania kamienia węgielnego w wybudowanym kościele - wrzesień 2017 – Prezydent RP Andrzej Duda odznaczył „Annę Kopeć” Krzyżem Komandorskim Orderu Odrodzenia Polski, który został jej wręczony w lutym 2018 (z uwagi na zdrowie oraz wiek 98 lat, odznaczenie odbierała córka Teresa Frączek) - wrzesień 2018 – wydano książkę „Sowinianie. Korzenie nazwisk rodowych” - wrzesień 2018 – z okazji 660-lecia wsi, odbyła się promocja książki „Sowinianie. Korzenie nazwisk rodowych”, zorganizowana przez kołaczycki (GOK) z udziałem polityków Podkarpacia, m.in. senator RP Alicji Zając, posła RP Bogdana Rzońcy, władz gminy Kołaczyce w osobie burmistrza Małgorzaty Salacha, radnych oraz mieszkańców wsi - 22 października 2018 – w wyborach samorządowych do Rady Gminy w Kołaczycach z Sowiny zostali wybrani: „Stanisław Rogaczewski” (dyrektor Zespołu Szkół Społecznych) na kolejną kadencję oraz „Rafał Reczek„ - 2019 – 24 marca – wybory sołtysów i rad sołeckich w gminie Kołaczyce. W Sowinie został wybrany na sołtysa „Józef Frączek" - 2024 - 7 kwietnia - Wybory samorządowe w Polsce - do Rady Gminy w Kołaczycach, ze Sowiny zostali wybrani: „Stanisław Rogaczewski” (dyrektor Zespołu Szkół Społecznych) - przewodniczącym Rady oraz radną „Wioleta Garstka„ - 2024 - wybory sołtysów i rad sołeckich w gminie Kołaczyce. W Sowinie został ponownie na kolejną kadencję wybrany na sołtysa „Józef Frączek" |